# Salonenque
La salonenque est une variété d'olive, originaire de Salon-de-Provence et cultivée principalement en Provence. De bon rendement, elle est utilisée pour la production d'huile et d'olive de table sous la forme d'olives cassées. 

## Synonyme
Cette variété est aussi connue sous les noms de Plant de Salon, Salonen, Sauren et Varagen.

## Caractéristiques
C'est une variété mixte (huile et verte de table) originaire de Salon-de-Provence. Elle reste essentiellement cultivée dans les Bouches-du-Rhône. Elle est l'une des composantes des olives cassées de la vallée des Baux-de-Provence, olives vertes de table. Elle fournit aussi une huile au fruité vert, assez douce, où s'imposent des notes végétales à dominance d'artichaut, de noisette et de pomme verte.